# The Plastic Age
The Plastic Age ist eine US-amerikanische Liebeskomödie von Wesley Ruggles aus dem Jahr 1925.

## Handlung
Hugh Carver bereitet sich auf seine Abreise ans Prescott College vor. Sein Ruf als ausgezeichneter Sportler eilt ihm zum Stolz seines Vaters bereits voraus; er wird in der lokalen Zeitung gepriesen. Sein Internatszimmer muss er mit Carl Peters, einem College-Romeo, teilen. Mit einem fingierten Überfall auf das Mädchenzimmer im Internat muss der Neuling Hugh seine Feuerprobe bestehen. Die College-Studentin Cynthia Day ist von dem hübschen und talentierten jungen Mann fasziniert. Sie überredet ihn zu einem nächtlichen Rendezvous in einem Park, bei dem Hugh überall sich küssende Pärchen aus dem College entdeckt.
Hugh verliert sich zu sehr in der Affäre und vernachlässigt sein Training, so dass das College-Team seinetwegen bei einem wichtigen Sportwettkampf mit anderen Colleges die Erwartungen nicht erfüllen kann. Ein Machtwort seines Vaters soll Hugh zurück auf die Schulbank und zum fleißigen Training führen. Seinem Verlangen nach Cynthia gibt er jedoch weiterhin nach, bis sie sich schließlich von ihm zurückzieht. Insgeheim liebt sie ihn, will seinem schulischen Erfolg jedoch nicht im Wege stehen.
Hughs Leistungen beim Sport werden wieder besser und er beweist sich beim Football-Match gegen das Tremont College. Nach anfänglicher Schwäche rettet er seiner Mannschaft am Ende den Sieg. Beim College-Abschluss begegnet er nach langem Zögern Cynthia und beide liegen sich glücklich in den Armen.

## Hintergrund
Der Film entstand nach einem Roman von Percy Marks aus dem Jahr 1924. Die Produktionsgesellschaft Preferred Pictures von Benjamin Percival Schulberg drehte auf gemieteten Bühnen und vor Ort im Pomona College in Claremont. The Plastic Age war als eine der zu seiner Zeit beliebten College-Komödien kommerziell sehr erfolgreich und begründete die Filmkarriere von Clara Bow.
Die späteren Filmstars Clark Gable, Janet Gaynor und Carole Lombard sind in winzigen, im Vorspann ungenannten Rollen als Studenten zu sehen.

## Kritiken
Die Filmzeitschrift Photoplay hielt in ihrer Rezension im Dezember 1925 die dargestellte College-Atmosphäre für nicht plausibel und Clara Bow nicht für das, was man sich unter einem College-Mädchen vorstellt.